# Ларморовский радиус
Ла́рморовский ра́диус (гирора́диус, циклотро́нный ра́диус) — радиус кругового движения заряженной частицы в однородном магнитном поле. Ларморовский радиус назван в честь ирландского физика Джозефа Лармора (Joseph Larmor). В нерелятивистском случае гирорадиус выражается следующей формулой (в единицах СИ):  
{\displaystyle r_{g}={\frac {mv_{\perp }}{|q|B}},}
где {\displaystyle m\ } — масса заряженной частицы,
{\displaystyle v_{\perp }} — составляющая скорости частицы, перпендикулярная линии магнитного поля,
{\displaystyle q\ } — заряд частицы,
{\displaystyle B\ } — магнитная индукция.

## Вывод формулы
На заряженную частицу, которая движется в магнитном поле, действует сила Лоренца:
{\displaystyle {\vec {F}}=q({\vec {v}}\times {\vec {B}}),}
где {\displaystyle {\vec {v}}} — вектор скорости частицы,
{\displaystyle {\vec {B}}} — вектор магнитной индукции,
{\displaystyle q\ } — электрический заряд частицы.
Направление силы определяется векторным произведением скорости и магнитной индукции. Поэтому сила Лоренца всегда действует перпендикулярно направлению движения и вынуждает частицу двигаться по круговой траектории. Радиус {\displaystyle r_{g}\ } этого кругового движения можно вычислить из равновесия силы Лоренца и центробежной силы:
{\displaystyle {\frac {mv_{\perp }^{2}}{r_{g}}}=qv_{\perp }B,}
где {\displaystyle m\ } — масса частицы,
{\displaystyle v_{\perp }\ } — составляющая скорости, перпендикулярная линиям магнитного поля,
{\displaystyle B\ } — магнитная индукция.
Из этого следует
{\displaystyle r_{g}={\frac {mv_{\perp }}{qB}}.}
Видно, что ларморовский радиус прямо пропорционален массе и скорости частицы и обратно пропорционален заряду и магнитной индукции.

## Релятивистский случай
В релятивистском случае ларморовский радиус будет равен
{\displaystyle r_{g}={\frac {\gamma mv_{\perp }}{qB}}={\frac {p_{\perp }}{qB}}}
где {\displaystyle p_{\perp }\ } — составляющая импульса, перпендикулярная линиям магнитного поля.